# Dimitrije Mladenović
Dimitrije Mladenović (ur. 15 października 1936 w Zagrzebiu, zm. 2 września 2024 w Belgradzie) – serbski architekt, urbanista. Laureat prestiżowych nagród nadanych w uznaniu jego zasług dla rozwoju architektury polskiej oraz promocji Polski w świecie.
W 1961 ukończył studia na Wydziale Architektury Uniwersytetu w Belgradzie, gdzie działał od 1967. W latach 1988–2002 (do emerytury) wykładał tam jako profesor zwyczajny, a w latach 1997-2006 angażowany był na uczelni w Nowym Sadzie. Był również profesorem na Wydziale Architektury w Podgoricy (Czarnogóra). Od 2001 jest profesorem wizytującym na Wydziale Architektury Politechniki Poznańskiej.
W latach 1972–1974 jako prezes prowadził Zawodowe Stowarzyszenie Urbanistów Serbii. Od 1995 roku członek Akademii Architektury Serbii.
Z Polską nawiązał kontakty już w 1958. Na stałe związał się z nią w 1966, kiedy poślubił urodzoną w Poznaniu Małgorzatę Małkowską.
Otrzymał wiele wyróżnień i dyplomów, m.in.:
- Ministerstwa Kultury i Sztuki Polskiej (1986),
- Komandoria Orderu Zasługi Polskiej Rzeczypospolitej (1990),
- Stowarzyszenia Architektów Polskich, "Bene Merentibus" (1998),
- Ministra Spraw Zagranicznych Polski (2008).